# اقداش (همدان)
اقداش (همدان)، روستایی از توابع بخش مرکزی شهرستان همدان در استان همدان ایران است.

## جمعیت
این روستا در دهستان سنگستان قرار دارد و براساس سرشماری مرکز آمار ایران در سال ۱۳۹۵، جمعیت آن ۹۴ نفر (۲۲خانوار) بوده‌است.